# Maximilian Munski
Maximilian Munski (Lübeck, 10 de enero de 1988) es un deportista alemán que compitió en remo.
Participó en los Juegos Olímpicos de Río de Janeiro 2016, obteniendo una medalla oro en la prueba de ocho con timonel.
Ganó tres medallas en el Campeonato Mundial de Remo entre los años 2010 y 2015, y tres medallas de oro en el Campeonato Europeo de Remo entre los años 2013 y 2016.

## Palmarés internacional
| Juegos Olímpicos   | Juegos Olímpicos          | Juegos Olímpicos  | Juegos Olímpicos |
| Año                | Lugar                     | Medalla           | Prueba           |
| ------------------ | ------------------------- | ----------------- | ---------------- |
| 2016               | Río de Janeiro (Brasil)   | Medalla de plata  | Ocho con timonel |
| Campeonato Mundial |                           |                   |                  |
| Año                | Lugar                     | Medalla           | Prueba           |
| 2010               | Cambridge (Nueva Zelanda) | Medalla de bronce | Dos con timonel  |
| 2013               | Chungju (Corea del Sur)   | Medalla de plata  | Ocho con timonel |
| 2015               | Aiguebelette (Francia)    | Medalla de plata  | Ocho con timonel |
| Campeonato Europeo |                           |                   |                  |
| Año                | Lugar                     | Medalla           | Prueba           |
| 2013               | Sevilla (España)          | Medalla de oro    | Ocho con timonel |
| 2015               | Poznań (Polonia)          | Medalla de oro    | Ocho con timonel |
| 2016               | Brandeburgo (Alemania)    | Medalla de oro    | Ocho con timonel |